# Peri Mirim
Peri Mirim – miasto i gmina w Brazylii leżące w stanie Maranhão. Gmina zajmuje powierzchnię 398,720 km². Według danych szacunkowych w 2016 roku miasto liczyło 14 048 mieszkańców. Położone jest około 80 km na zachód od stolicy stanu, miasta São Luís, oraz około 1800 km na północ od Brasílii, stolicy kraju. 
W 2014 roku wśród mieszkańców gminy PKB per capita wynosił 4577,10 reais brazylijskich.